# Finalmente tu (singolo)
Finalmente tu è un singolo di Fiorello, pubblicato nel febbraio 1995.
Con questa canzone, scritta da Max Pezzali e Mauro Repetto, meglio noti come gli 883, Fiorello partecipa al 45º Festival di Sanremo, al termine del quale si classifica al 5º posto. 
Dopo il Festival viene pubblicato l'album omonimo.

## Versione degli 883
Il brano venne reinterpretato da Max Pezzali, già autore del pezzo, per l'album La dura legge del gol!, e pubblicato come singolo nel 1997. Il videoclip è composto da immagini tratte dal film Jolly Blu alternate ad altre scene dove Pezzali canta.
Questa versione del brano compare anche in Le canzoni alla radio.